# Una dosis diaria de sol
Una dosis diaria de sol (en hangul, 정신병동에도 아침이 와요; romanización revisada del coreano: Sinbyeongdong-edo achim-i wayo) es una serie de televisión web surcoreana dirigida por Lee Jae-kyoo y protagonizada por Park Bo-young, Yeon Woo-jin, Jang Dong-yoon y Lee Jung-eun. Su emisión está programada para el cuarto trimestre de 2023 en la plataforma Netflix.

## Sinopsis
Jung Da-eun es una enfermera que llega destinada al Departamento de Psiquiatría de un hospital, donde descubre las historias de los pacientes y trata de mejorar sus vidas.

## Reparto

### Principal
- Park Bo-young como Jung Da-eun, una enfermera que es transferida de Medicina Interna al Departamento de Psiquiatría.[3][4]
- Yeon Woo-jin como Dong Go-yoon, un proctólogo con una personalidad errática.[3][5]
- Jang Dong-yoon como Song Yoo-chan, el mejor amigo de Da-eun que siempre pelea con ella.[6]
- Lee Jung-eun como Song Hyo-shin, la enfermera jefe del Departamento de Psiquiatría.[7][8]

### Secundario

#### Departamento de Psiquiatría
- Lee Sang-hee como Park Soo-yeon, enfermera.[9]
- Yoo In-soo como Ji Seung-jae, un estudiante en prácticas que padece un trastorno de pánico.[10][11]
- Park Ji-yeon como Hong Jung-ran, compañera de clase de Da-eun en la universidad y enfermera en el Departamento de Psiquiatría.[12]
- Jeon Bae-soo como Yoon Man-cheon, enfermero.[13]
- Lee Yi-dam como Min Deul-re, enfermera.[14][15][16]
- Jang Ryul como Hwang Yeo-hwan, amigo de Da-eun y Yoo-chan, psiquiatra.[15]
- Gong Sung-ha como Cha Min-seo, psiquiatra.[17]
- Im Jae-hyuk como Gong Cheol-woo, psiquiatra.[18][19]
- Kim Jong-tae como Im Hyuk-soo, psiquiatra.[20]

#### Pacientes
- Jung Woon-sun como Oh Ri-na, la primera paciente de Da-eun, que tiene un trastorno bipolar.[13]
- Jo Dal-hwan como Kim Sung-shik, un paciente de Da-eun que tiene un trastorno de ansiedad.[21]
- Kim Dae-gun como Choi Joon-gi, un paciente que pierde a su hijo y a su esposa y atraviesa momentos difíciles.[22]
- Roh Jae-won como Kim Seo-wan, paciente de Da-eun que tiene un trastorno bipolar.
- Kim Yeo-jin como Kwon Joo-yong.
- Kwon Han-sol como Jung Ha-ram, paciente paranoica que perdió todos sus activos debido al phishing de voz.[23]

#### Otros
- Park Sung-yeon como jefa de enfermería de medicina interna.
- Hwang Young-hee como la madre de Da-eun.
- Cha Mi-kyung como la madre de Ri-na.
- Oh Min-ae como la madre de Seo-wan.
- Woo Mi-hwa como la madre de Deul-re.[24][25]
- Joo In-young como la enfermera Lee.
- Park Jung-yeon como Hye-won.
- Gong Min-jeong como Huh Ji-an, psiquiatra de Da-eun en el Hospital Hayan.[26]
- Hwang Ja-neung.[27]

## Producción
La serie está basada en el webtoon con el mismo título original (정신병동에도 아침이 와요, 'La mañana llega a las salas de psiquiatría') de Lee Ha-ra, publicado por la plataforma Kakao Webtoon.
El director es Lee Jae-gyu, que dirigió también para Netflix Estamos muertos, de 2022, en la que también participaron los actores Lee Sang-hee, Im Jae-hyuk y Yoo In-soo. La plataforma confirmó la producción y los nombres de los protagonistas en julio de ese mismo año.

## Premios y nominaciones
| Año  | Premios                                   | Categoría                 | Candidato                           | Resultado | Ref.          |
| ---- | ----------------------------------------- | ------------------------- | ----------------------------------- | --------- | ------------- |
| 2023 | Premios Cine21                            | Actriz del año (series)   | Park Bo-young                       | Ganadora  |               |
| 2024 | Premios Baeksang Arts                     | Mejor serie               | Daily Dose of Sunshine              | Nominada  | [ 30 ]        |
| 2024 | Premios Baeksang Arts                     | Mejor actriz revelación   | Lee Yi-dam                          | Nominada  | [ 30 ]        |
| 2024 | Premios Baeksang Arts                     | Mejor guion               | Lee Nam-gyu, Oh Bo-hyun, Kim Da-hee | Nominados | [ 30 ]        |
| 2024 | Premios Blue Dragon Series                | Mejor serie               | Daily Dose of Sunshine              | Ganadora  | [ 31 ] [ 32 ] |
| 2024 | Premios Blue Dragon Series                | Mejor actriz              | Park Bo-young                       | Ganadora  | [ 31 ] [ 32 ] |
| 2024 | Premios Blue Dragon Series                | Mejor actor revelación    | Roh Jae-won                         | Nominada  | [ 31 ] [ 32 ] |
| 2024 | Premios Asia Contents Awards & Global OTT | Mejor creativo            | Daily Dose of Sunshine              | Pendiente | [ 33 ] [ 34 ] |
| 2024 | Premios Asia Contents Awards & Global OTT | Mejor actriz protagonista | Park Bo-young                       | Pendiente | [ 33 ] [ 34 ] |